# The Shamrock Handicap
The Shamrock Handicap is een Amerikaanse dramafilm uit 1926 onder regie van John Ford.

## Verhaal
Een Ierse edelman is zeer toegeeflijk met zijn pachters. Zo raakt hij echter zelf in financiële moeilijkheden. Hij ziet zich genoodzaakt zijn stallen te verkopen aan een rijke Amerikaan. Hij brengt er de jockey Neil Ross onder, die verliefd wordt op de dochter van de edelman.

## Rolverdeling
| Acteur              | Personage       |
| ------------------- | --------------- |
| Janet Gaynor        | Sheila O'Hara   |
| Leslie Fenton       | Neil Ross       |
| Willard Louis       | Orville Finch   |
| J. Farrell McDonald | Con O'Shea      |
| Claire McDowell     | Molly O'Shea    |
| Louis Payne         | Miles O'Hara    |
| George Harris       | Jockey Ginsburg |
| Andy Clark          | Chesty Morgan   |
| Ely Reynolds        | Virus Cakes     |